# Estadio Olímpico Metropolitano
Estadio Olímpico Metropolitano to wielofunkcyjny stadion w San Pedro Sula w Hondurasie. Jest aktualnie używany głównie dla meczów piłki nożnej, a także posiada udogodnienia, które pozwalają rozgrywać na nim zawody lekkoatletyczne. Arena ma pojemność 37 325 miejsc i został zbudowany w 1997 roku na potrzeby Igrzysk Olimpijskich Ameryki Środkowej w San Pedro Sula. Głównym wykonawcą stadionu został wybrany Jerónimo Sandoval, znany głównie pod pseudonimem "Chombo Sandoval", który jednocześnie był organizatorem igrzysk, co spowodowało wiele kontrowersji. 
Jest to największy obiekt piłkarski w Hondurasie, a jednocześnie stadion domowy Reprezentacji Hondurasu w piłce nożnej. Większość rozgrywek przeciwko innym drużynom piłki nożnej jest rozgrywana na nim, co czyni go częściej użytkowanym od Stadionu Narodowego. Także ważne mecze, jak i również towarzyskie odbywają się tutaj.